# Melochia mollis
Melochia mollis är en malvaväxtart som först beskrevs av Carl Sigismund Kunth, och fick sitt nu gällande namn av José Jéronimo Triana och Planchon. Melochia mollis ingår i släktet Melochia och familjen malvaväxter. Inga underarter finns listade i Catalogue of Life.